# Gaius Sentius Saturninus (Konsul 19 v. Chr.)
Gaius Sentius Saturninus (floruit 39 v. Chr.–6 n. Chr.) war ein römischer Politiker und Feldherr. Er war Konsul des Jahres 19 v. Chr. und ein politischer Vertrauter des Augustus in der Phase der Etablierung des Prinzipats. Später diente er als Feldherr und Statthalter in Africa, Syria und dem Germanien der Augusteischen Germanenkriege.

## Leben

### Aufstieg in Rom

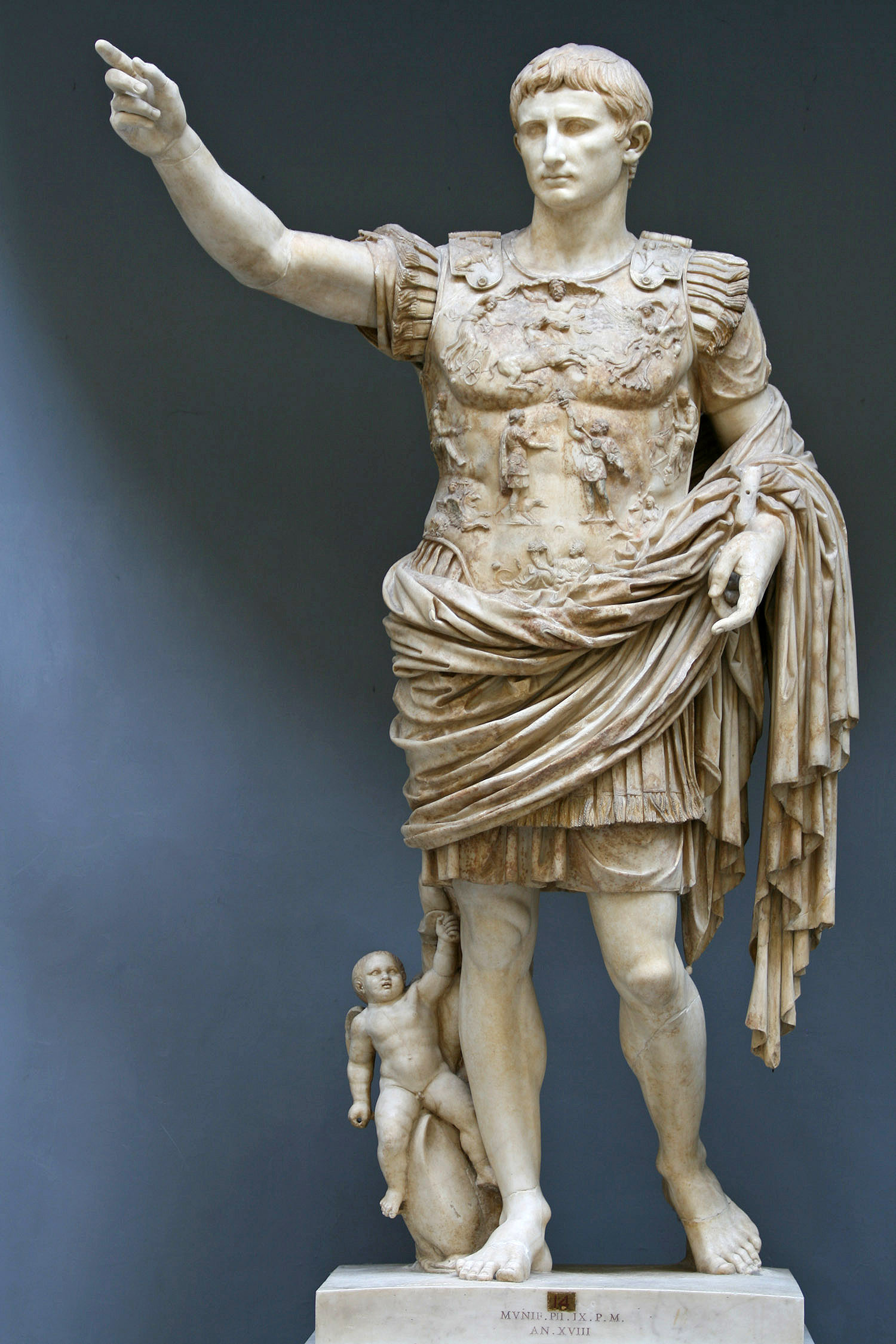
Als treuer Anhänger des Augustus (hier die zeitgenössische, idealisierte Darstellung der Augustusstatue von Primaporta) machte Sentius Saturninus Karriere.

Saturninus stammte aus einer republikanischen Senatorenfamilie, der gens Sentia, die im latischen Atina südlich der Stadt Rom beheimatet war. Sein frühes Leben ist aufgrund einiger Doppeldeutigkeiten in den Quellen nicht ganz klar. Ein Teil der früheren Forschung identifizierte ihn mit einem Parteigänger des Sextus Pompeius aus der Bürgerkriegszeit, der im Jahr 43 v. Chr. Opfer der Proskriptionen des Zweiten Triumvirats wurde und nach Sizilien flüchten musste. Dieser Sentius Saturninus bemühte sich 40 v. Chr. gemeinsam mit Lucius Scribonius Libo um ein Bündnis des Sextus Pompeius mit Marcus Antonius und flüchtete 36 v. Chr. gemeinsam mit Sextus Pompeius nach Asia, bevor er ihn doch verließ und zu Marcus Antonius überging. Allerdings würde eine Identifikation mit Gaius Sentius Saturninus bedeuten, dass dieser im stattlichen Alter von über 80 Jahren Statthalter und Feldherr in Germanien war. Da dies im Geschichtswerk des Velleius Paterculus, der selbst als Offizier unter Gaius Sentius Saturninus diente, vermutlich erwähnt worden wäre, geht die Forschung mittlerweile davon aus, dass es sich hierbei um den Vater des Germanenfeldherrn gehandelt haben muss, der wahrscheinlich Sentius Saturninus Ventulo hieß.
Gaius Sentius Saturninus scheint in jungen Jahren zunächst wie sein Vater Gefolgsmann des Sextus Pompeius gewesen zu sein. Im Vertrag von Misenum wurde er 39 v. Chr. gewissermaßen begnadigt. Anschließend scheint er sich Oktavian angeschlossen zu haben, begegnet aber erst wieder im Jahr 19 v. Chr. in den Quellen, für das er zum ordentlichen Konsul gewählt wurde. Von seiner dazwischenliegenden Ämterlaufbahn (cursus honorum) ist nichts überliefert. 19 v. Chr. wurde zunächst kein zweiter Konsul gewählt, sodass er mindestens bis Juli alleiniger Konsul war. Während seines Konsulats spielte er eine wichtige Rolle in der machtpolitischen Aushandlungsphase am Übergang von der Römischen Republik, die der nunmehr Augustus genannte Oktavian 27 v. Chr. faktisch abgeschafft hatte, ins Prinzipat. Eine seiner Maßnahmen als Konsul war, seiner Meinung nach unwürdige Bewerber um die Quaestur abzulehnen. Vor allem aber war er beteiligt an der Auseinandersetzung um ein mögliches Konsulat des Marcus Egnatius Rufus. Rufus, der bei der stadtrömischen Bevölkerung beliebt war, bewarb sich um den freien Posten des Konsulkollegen des Saturninus, die ursprünglich für Augustus selbst vorgesehen war, der aber ablehnte. Nicht nur hatte Rufus aber nicht die sonst vorgeschriebenen zwei Jahre seit seiner Praetur verstreichen lassen, er war auch wegen seiner Beliebtheit beim Volk eine Gefahr für Augustus’ Machtanspruch. Deshalb lehnte Saturninus seine Bewerbung ab, was in Rom zu Unruhen führte. Schließlich ernannte Augustus Quintus Lucretius Vespillo wohl im September 19 v. Chr. zum zweiten Konsul und ließ Rufus einkerkern.
Sentius Saturninus gehörte zum Priesterkollegium der Quindecimviri sacris faciundis. Im Jahr 18 v. Chr. war er deshalb unter den Priestern, die auf Augustus’ Veranlassung die sibyllinischen Bücher eigenhändig abschrieben. In den Quellen erscheint er auch als der zweite Magister dieses Priesterkollegiums für das Jahr 17 v. Chr. (der erste war Augustus selbst). In dieser Eigenschaft nahm er auch an der von Augustus ausgerichteten Säkularfeier vom 31. Mai bis zum 3. Juni dieses Jahres teil.

### Statthalter in Africa, Syria und Germania
In einem der folgenden Jahre war er Prokonsul (Statthalter) von Africa. Die Datierung ist unsicher, wird aber in der Forschung als 14/13 v. Chr. identifiziert, direkt vor dem Prokonsulatsjahr des Lucius Domitius Ahenobarbus. Africa (das heutige Tunesien und Teile von Algerien und Libyen) gehörte zu den senatorischen Provinzen, in denen zu diesem Zeitpunkt nur ehemalige Konsuln Statthalter werden konnten. Eine der Amtshandlungen des Saturninus war die feierliche Einweihung der Befestigungsanlagen in Karthago, der zur Zeit des Augustus als Colonia Iulia Concordia Carthago wiederaufgebauten Hauptstadt der Provinz, die die Römer nach dem Dritten Punischen Krieg 146 v. Chr. vollkommen zerstört hatten.
Im Jahr 7 v. Chr. war Saturninus Legatus Augusti pro praetore in der Provinz Syria (da Syria in der neugeschaffenen Ordnung des augusteischen Prinzipats eine kaiserliche Provinz war, unterstand der dortige Statthalter als Legat direkt Augustus). Er reiste mit seinen drei Söhnen nach Syrien, die wohl als Militärtribunen dienten. Zwei dieser Söhne brachten es später bis zum Konsulat: Gaius Sentius Saturninus (Konsul 4 n. Chr.) und Gnaeus Sentius Saturninus (Suffektkonsul im selben Jahr). Sein dritter Sohn war wahrscheinlich Lucius Sentius Saturninus, der durch die Inschriften einiger seiner Freigelassenen bekannt ist. Der Name seiner Frau ist nicht bekannt. Als Legat musste er insbesondere den Konflikt zwischen dem römischen Klientelkönig Herodes und den Nabatäern bearbeiten.
Als Nachfolger des Marcus Vinicius begegnet er dann ab 4 n. Chr. als Legat in Germanien. Dort kämpfte er in den Jahren 4 bis 6 n. Chr. unter dem Kommando des Tiberius bei der Niederschlagung eines germanischen Aufstands im Norden von Germanien (immensum bellum). Dafür wurde er mit den ornamenta triumphalia ausgezeichnet, womit auch die Errichtung einer Erzstatue auf dem Augustusforum verbunden war.
In der modernen Forschung wird verschiedentlich vermutet, dass sich das titulus Tiburtinus, eine Inschrift mit den Ehrentiteln eines unbekannten augusteischen Konsulars, auf Gaius Sentius Saturninus beziehen könnte. Es kommen jedoch auch andere augusteische Würdenträger infrage. Die Debatte dauert an.